# Charles H. Lankester
Charles Herbert Lankester (Southampton Inglaterra, 14 de junio de 1879 - San José Costa Rica, 8 de julio de 1969) fue un naturalista, botánico y orquideólogo inglés de nacimiento y costarricense de adopción.

## Biografía
Charles H. Lankester hijo de Charles Goddard Lankester y de Ann Ellen West nació en Southampton. Se casó con Dorothea Mary Hawker Harvey el 23 de junio de 1908, con la que tuvo seis hijos.
La familia adquirió unos terrenos en Costa Rica para cultivarlos como explotación cafetera. El negocio fue prosperando y Charles H. Lankester, apasionado de la naturaleza y sobre todo de las orquídeas, fue coleccionando orquídeas que recolectaba de la zona, en un jardín que poco a poco fue ampliando.
Aunque no tenía estudios superiores se puso en contacto por carta con los especialistas orquideólogos de su tiempo y fue ampliando conocimientos. Tuvo una especial colaboración con Oakes Ames, botánico de la Universidad de Harvard.
Existía gran rivalidad entre los estudios de Ames y los del alemán Rudolf Schlechter (quien trabajaba con las colecciones de Tonduz o Brenes). Con Lankester, Ames consiguió tener a su alcance una base de estudios ingente y de primera mano. La colaboración duró 20 años, y Ames logró describir muchas nuevas especies entre las orquídeas recogidas por Lankester.
Lankester pasó apuros económicos durante los últimos años de vida. A su muerte en 1969, su colección de orquídeas y su finca fueron comprados por un consorcio de sociedades conservacionistas estadounidenses que se lo regalaron al gobierno de Costa Rica, con la condición de que lo preservara adecuadamente.
Así nació en 1973 el Jardín Botánico Lankester, que comprende los terrenos y las colecciones de orquídeas de Charles H. Lankester.

## Honores
Orden del Imperio Británico, concedida el 31 de diciembre de 1960.
Fue miembro de la Association for Tropical Biology (and Conservation), 1963.
- La abreviatura «C.H.Lank» se emplea para indicar a Charles H. Lankester como autoridad en la descripción y clasificación científica de los vegetales.[1]